# Koto
Koto — итальянский музыкальный коллектив, исполняющий композиции в стиле Spacesynth.

## История
Проект зародился в начале 1980-х. Koto стала первой итальянской spacesynth-группой, основанной Анфрандо Майолой (англ. Anfrando Maiola) и Стефано Кундари (англ. Stefano Cundari) и записанной на студии Memory Records (Италия). Вместе они издали несколько таких треков, как Visitors, Japanese War Game, Dragon’s Legend, Chinese Revenge и Jabdah.
В 1989 году немецкая студия звукозаписи ZYX Music купила права на весь каталог Memory Records, включая права на музыку «Koto» и название. Также они обратились с просьбой к Михилю ван дер Кёю (англ. Michiel van der Kuy), чтобы он повторно сделал запись и смикшировал некоторые из старых треков Koto. Результатом этого процесса был альбом Masterpieces, содержащий повторно смикшированные версии треков Майолы наряду с тремя новыми песнями, полностью составленными Михилем ван дер Кёем. В 1990 году Анфрандо Майола вернулся с песней Champion’s Cue, но сингл не снискал большой популярности. Михиль ван дер Кёй позже сделал запись четырёх альбомов Koto.
Юридические права на название Koto были приобретены ZYX Music, которая не заинтересовалась другим альбомом группы в Spacesynth-стиле. В 2001 году Анфрандо Майола выкупил права на название Koto, но музыка, которую он писал,была далека от Spacesynth а, скорее, находилась между стилями Dance и Techno. Майола ушел из жизни 26 мая 2023.

## Дискография

### Синглы и сборник (Anfrando Maiola, Memory Records)
- Chinese Revenge (1982)
  - 01. Chinese Revenge
  - 02. Chinese Revenge (Dub Version)
- Japanese War Game (1983)
  - 01. Japanese War Game (Club Mix)
  - 02. Japanese War Game (Dub Mix)
- Visitors (1985)
  - 01. Visitors
  - 02. Visitors (Alien Version)
- Visitors (Vocal Remix) (1985)
  - 01. Visitors (Vocal Remix)
  - 02. Visitors (Alien Version)
- Jabdah (1986)
  - 01. Jabdah (Long Version)
  - 02. Jabdah (D.J. Version)
- Jabdah (Remix) (1986)
  - 01. Jabdah (Mega Remix)
  - 02. Jabdah (Mini Remix)
- Jabdah (The Original ZYX Remix)
  - 01. Jabdah (The Original ZYX Remix)
  - 02. Jabdah (Long version)
- The Koto Mix (1987)
  - 01. The Koto Mix
  - 02. Jabdah (Megamix)
- Dragon’s Legend (1988)
  - 01. Dragon’s Legend
  - 02. Dragon’s Legend (Dub Version)
- Dragon’s Megamix (1988)
  - 01. Dragon’s Megamix
  - 02. Dragon’s Legend (Dub Version)
- Chinese Revenge (Asia Version — 89) (1989)
  - 01. Chinese Revenge (Asia Version — 89)
  - 02. Chinese Revenge (Original Version — 83)
- Champion’s Cue (1990)
  - 01. Champion’s Cue
  - 02. Champion’s Cue (Billiard Mix)
- The Original Masterpiece (2015) (LP МируМир)
  - 01. Chinese Revenge
  - 02. Japanese War Game (Club Mix)
  - 03. Visitors
  - 04. Jabdah (Long Version)
  - 05. Dragon’s Legend
  - 06. Champion’s Cue

### Альбомы (Michiel van der Kuy, ZYX Records)
- Masterpieces (1989)
  - 01. Visitors (The Alien Mix)
  - 02. Time
  - 03. Dragons Legend (Siegfried’s Mix)
  - 04. Minoan Wartrack Track Track
  - 05. Jabdah (Chinese Mix)
  - 06. Plain
  - 07. Chinese Revenge ('89 Mix)
  - 08. Japanese Wargame (Master Mix)
- Plays Synthesizer World Hits (1990)
  - 01. Trans Europe Express
  - 02. Tender Force
  - 03. James Bond Theme
  - 04. The Force
  - 05. Crockett’s Theme
  - 06. Equinox Part V
  - 07. Moonlight Shadow
  - 08. The Captain Of Her Heart
  - 09. Wonderful Land
  - 10. I Like Chopin
  - 11. Oxygene Part IV
  - 12. Pulstar
  - 13. Eye Of The Tiger
  - 14. Rambo I Theme
- From The Dawn Of Time (1992)
  - 01. From The Dawn Of Time
  - 02. Phenomenon Choir
  - 03. Mind Machine
  - 04. Logic Control
  - 05. Acknowledge
  - 06. Jungian Dream
  - 07. Mystery Bomber
  - 08. Time
  - 09. Mechanic Sense
  - 10. Cosmic Connection
  - 11. Epic Saga
- Plays Science-Fiction Movie Themes (1993)
  - 01. Star Trek
  - 02. McGyver
  - 03. Airwolf
  - 04. The End
  - 05. Twilight Zone
  - 06. Back To The Future
  - 07. The Thing
  - 08. Terminator
  - 09. Die Klapprschlange
  - 10. The Eve Of The War
  - 11. Star Wars
  - 12. Space Patrol Orion
  - 13. Apocalypse Now
- Who’s That Mix (1993)
- The 12" Mixes (GDC) (1994)
  - 01. Visitors
  - 02. Jabdah
  - 03. Dragon’s Legend
  - 04. Japanese War Game (Club Mix)
  - 05. Time (Dance Mix)
  - 06. Mind Machine
  - 07. Chinese Revenge
  - 08. Acknowledge
  - 09. The Koto Mix
  - 10. The End
- Masterpieces (GDC) (2001)
- Electronic Hits (2003)

### Синглы (Michiel van der Kuy, ZYX Records)
- Time (1989)
  - 01. Time (Dance Mix)
  - 02. Time (7" Mix)
  - 03. Time (History Mix)
- Acknowledge (1990)
  - 01. Acknowledge
  - 02. Acknowledge (Knowledge Mix)
  - 03. Acknowledge (Single Version)
- Mind Machine (1992)
  - 01. Mind Machine (Single Version)
  - 02. Mind Machine
  - 03. Mind Machine (Remix Version)
- Mechanic Sense (1992)
  - 01. Mechanic Sense (Single Version)
  - 02. Mechanic Sense (Long Version)
  - 03. Mechanic Sense (Mechanic Mix)